# Mirzapur (miasto)
Mirzapur (hindi: मिर्ज़ापुर) – miasto portowe w Indiach, w stanie Uttar Pradesh, nad rzeką Ganges. 
Populacja miasta w 2001 roku wynosiła 19 974 mieszkańców.
W mieście rozwinęło się rzemiosło dywanowe, a także przemysł bawełniany oraz cementowy.